# Substância nociva

Substância nociva
----
Símbolo de risco Xn

Símbolo GHS

Com a indicação de perigo de substância nociva identifica-se aquelas substâncias que podem causar danos agudos ou crônicos para a saúde se forem ingeridas, inaladas ou absorvidas através da pele em seres humanos. O "n" na sigla “Xn” vem de noxious, "nocivo".
A definição acima vem das substâncias perigosas da UE; surgiu na Diretiva 67/548 /EEC e atualmente válida de acordo com a Regulação CLP, sendo que todas as informações neste artigo são aplicáveis. O termo "prejudicial", utilizado no Sistema GHS, e possivelmente também nos materiais perigosos, não trata-se necessariamente da mesma definição e os respectivos símbolos também não tem exatamente o mesmo significado. Se assim acontecer, havendo o símbolo de perigo acima na rotulagem de uma substância, então o símbolo analógico para a rotulagem GHS também não ocorre necessariamente.
Anteriormente, a designação de perigo Xn foi usada para substâncias menos tóxicas, mas isso foi mudado porque esse termo minimizava o perigo.
Exemplos de substâncias nocivas são o clorato de potássio, o acetaldeído (etanal), o diclorometano, etc.
Aumenta-se o perigo de intoxicação (como nas substâncias caracterizadas como veneno) e de muito tóxico com um símbolo de “caveira e ossos cruzados”.